# Gomphrena obovata
Gomphrena obovata là loài thực vật có hoa thuộc họ Dền. Loài này được L. mô tả khoa học đầu tiên năm.